# Liste der Monuments historiques in Herpy-l’Arlésienne
Die Liste der Monuments historiques in Herpy-l’Arlésienne führt die Monuments historiques in der französischen Gemeinde Herpy-l’Arlésienne auf.

## Liste der Objekte
| Bezeichnung                                       | Beschreibung                                                | Standort                        | Kennzeichnung | Schutzstatus | Datum | Bild |
| ------------------------------------------------- | ----------------------------------------------------------- | ------------------------------- | ------------- | ------------ | ----- | ---- |
| Gemälde Einsetzung des Rosenkranzes               | Ölfarbe auf Leinwand, 18. Jahrhundert, von Nicolas Wilbault | in der Kirche Notre-Dame (Lage) | PM08000271    | Classé       | 1908  |      |
| Gemälde Die heilige Klara vertreibt die Sarazenen | Ölfarbe auf Leinwand, 18. Jahrhundert, von Nicolas Wilbault | in der Kirche Notre-Dame (Lage) | PM08000272    | Classé       | 1908  |      |
| Sakristeischrank                                  | Holz, vergoldet, 18. Jahrhundert                            | in der Kirche Notre-Dame (Lage) | PM08001215    | Inscrit      | 1988  |      |